# Amanollah Yahanbaní

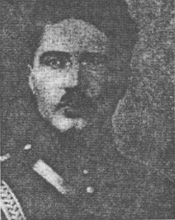
Amanullah Jahanbaní.

El sepahbod Amanollah Yahanbaní (1895-1974) (en persa: سپهبد امانﷲ جهانبانى‎) era un miembro de la dinastía Qayar y un general de alto nivel de Reza Shah Pahlaví.

## Primeros años y educación
Yahanbaní nació en 1895. Él era el bisnieto de Fath Alí Sah. A la edad de 10, Yahanbaní fue enviado a San Petersburgo para la escolarización, y regresó a Irán como un oficial militar clasificado en la Primera Guerra Mundial.

## Carrera
Durante un segundo viaje, después de completar sus estudios en Europa, Yahanbaní se convirtió en general de división en las Fuerzas Armadas. Fue nombrado jefe del Estado Mayor con el rango de general de brigada en el comienzo de la década de 1920. En 1928, lideró el ejército en el ataque de Baluchistán para controlar la resistencia. Su camino de éxito continuó hasta 1938, cuando cayó en desgracia y fue súbitamente arrojado a la cárcel de Qasr por Reza Shah. Sin embargo, en 1941 fue ministro del Interior.
Con la abdicación de Reza Shah durante la Segunda Guerra Mundial, su vida política vio un poco de suerte de nuevo y fue nombrado para el Senado durante la era de Mohammad Reza Shah Pahlaví, donde se desempeñó durante cinco períodos consecutivos.

## Vida personal y muerte
Yahanbaní se casó dos veces. Tuvo nueve hijos. Su primera esposa, Helen Kasminsky, le dio a luz cuatro hijos; Nader, Parviz, Josró y Mehr Monir. Nader se convirtió en el jefe adjunto de la Fuerza Aérea Imperial Iraní, Parviz fue oficial de los Marines Imperiales iraníes y Josró fue el segundo marido de la princesa Shahnaz Pahlaví. Amanollah es el suegro del capitán Nasrollah Amanpur, padre de la periodista de CNN Christiane Amanpour.
Yahanbaní murió a la edad de 83 años.

## Otras fuentes
- 'Alí Rizā Awsatí (عليرضا اوسطى), Iran in the Past Three Centuries (Irān dar Se Qarn-e Goz̲ashteh - ايران در سه قرن گذشته), Volumes 1 and 2 (Paktāb Publishing - انتشارات پاکتاب, Tehran, Iran, 2003). ISBN 964-93406-6-1 (Vol. 1), ISBN 964-93406-5-3 (Vol. 2).

- Datos: Q4739975